# والتر كلنر

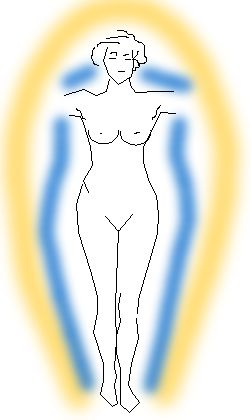
The Human Aura in a healthy woman, after Kilner's diagram (Colour has been added for clarity only)

والتر كيلنر (Walter John Kilner ) هو أول من أثبت وجود الهالة الضوئية أو الجسم الاثيري (aura) علميا و عمليا , في مستشفى توماس بلندن , فلقد بدأ تجاربه في سنة 1911م ثم نشر كتابا في سنة 1920م بعنوان (الغلاف البشري).